# Shoppit
Shoppit er en nu nedlagt serie af brugtvarehuse, ejet af Den Blå Avis, der tog varer i kommission og solgte dem på vegne af sælgere. Som udgangspunkt ville Den Blå Avis' ejer, Karsten Ree have en Shoppit i alle Danmarks største byer. Den første butik blev placeret i Vejle, men blev hurtigt nedlagt. Den næste butik blev placeret på Lystrupvej 1 i Århus, hvorfra den i 2007 flyttede til Anelystvej i Tilst. I 2009 – efter salget af Den Blå Avis til Ebay annoncerede Shoppit, at kæden, der på det tidspunkt kun bestod af en enkelt butik, ville lukke 28. oktober 2009